# Арєфино (Краснобаковський район)
Арєфино (рос. Арефино) — присілок в Краснобаковському районі Нижньогородської області Російської Федерації.
Населення становить 52 особи. Входить до складу муніципального утворення Зубилихинська сільрада.

## Історія
Від 2009 року входить до складу муніципального утворення Зубилихинська сільрада.

## Населення
| 2002 | 2010 |
| ---- | ---- |
| 98   | ↘52  |